# ريبنيك
ريبنيك (بالبولندية: Rybnik) وهي مدينة تقع جنوب بولندا في محافظة سيليزيا، المدينة تعتبر مركزا لصيد السمك وأصبحت مدينة مهمة في فترة حكم جمهورية بولندا الشعبية 1944-1989، يبلغ عدد سكان هذه المدينة 141,410 نسمة وتعتبر من أكبر مدن سيليزيا.
المدن التوأم لها هي بادربورغ هاو في ألمانيا و دروستن في ألمانيا و يوراسبورغ في ألمانيا و هادرسليف في الدنمارك و إيفانو فرانكيفسك في أوكرانيا و كارفينا في تشيكيا و لاريسا في اليونان و ليفين، باد كاليه في فرنسا و مازاميت في فرنسا و نيوتاون أيبي في المملكة المتحدة و مقاطعة فيلنيوس في ليتوانيا.

## توأمة
لريبنيك اتفاقيات توأمة مع كل من:
- ليفين
- دورستن
- كارفينا
- Bedburg-Hau [الإنجليزية]‏
- إيفانو-فرانكيفسك

## أعلام
- ألكسندر كروبا
- بيوتر موليك
- ييرزي دوديك
- إدوارد دبليو. بيوتروفسكي
- جبريل نواك